# Макарчук, Ефрем Федосеевич
Ефрем Федосеевич Макарчук (1896, с. Ласки, Волынская губерния — 12 января 1943, в районе хутора Хохлачев, Ростовская область) — советский военачальник, полковник, командир 302-й стрелковой (горнострелковой) дивизии 62-й армии Сталинградского фронта. Участник четырёх войн.

## Биография
Украинец. Сын крестьянина-бедняка. В 1915 году был призван в Русскую Императорскую армию. Участник Первой мировой войны. В 1916 окончил школу прапорщиков и направлен на Западный фронт.
После Октябрьской революции вернулся на Украину, участвовал в партизанском движении, добровольно поступил в третий Богунский полк 1-й Украинской Советской дивизии (44-я стрелковая дивизия), под командованием Н. А. Щорса. Прошёл путь от красноармейца до начальника полковой школы и помощника командира 390-го Богунского полка.
Член РКП(б) с 1919 года. За заслуги перед революцией в годы гражданской войны награждён орденом Боевого Красного Знамени.
После окончания гражданской войны окончил высшие курсы начсостава «Выстрел».
Принимал участие в сражениях гражданской (1919—1922) и Великой Отечественной войн.
С 02.07.1941 по 01.10.1941 г. в звании полковника командует 227-й стрелковой дивизией.
С 28.04.1942 по 21.07.1942 г. командует 91-й стрелковой дивизией (2-го формирования).
Участник Сталинградской битвы. Отличился в августе 1942 года, командуя сводным армейским отрядом 51-й армии, при обороне с. Зимовники, при проведении ряда операций южнее города Сталинград. 1 августа 1942 года немецкий 48-й танковый корпус прорвался к станции Зимовники. Основные силы РККА ушли из посёлка. В это время командующий 51-й армией генерал-майор Т. К. Коломиец дал полковнику Е. Ф. Макарчуку отряд, одно орудие, несколько машин и приказал держать Зимовники, так как через этот пункт получали снабжение три дивизии этой армии. Фашисты в течение недели не могли взять населённый пункт. Своими активными действиями, смелыми и дерзкими налётами и рейдами по тылам врага армейский отряд полковника Макарчука часто создавал впечатление у противника, что здесь в задонских степях действуют крупные силы наших войск.
Неистощимый на боевую выдумку, он организовал дерзкий налёт наших велосипедистов на вражеский гарнизон, который ночью был полностью разгромлен. Е. Ф. Макарчук отверг мотоциклы, которые ночью разбудили бы фашистов. Противник был взят спящим. С трофеями и «языками» наши бойцы возвратились в свою часть.
В те тяжелые дни об успешных действиях части под командованием полковника Е. Ф. Макарчука говорилось в сводках Совинформбюро. Блестящей операцией, связанной с его именем, является контрудар на Садовое, Сарпинского района Калмыцкой АССР 29 сентября-4 октября 1942 года.

«В успехе контрудара на Садовое велика заслуга непосредственно руководителя этой операции полковника Е. Ф. Макарчука»— Маршал А. И. Еременко. "Сталинград"
.
После этого полковник Е. Ф. Макарчук был назначен командиром 302-й стрелковой дивизии 62-й армии Сталинградского фронта.
Погиб 12 января 1943 года в районе хутора Хохлачев (сейчас это хутор Красный Октябрь, Майорское сельское поселение Орловский район) недалеко от п. Зимовники Ростовской области. Следуя на машине в один из полков, он в открытом поле подвергся нападению истребителей противника и был смертельно ранен пулеметной очередью. На его похоронах присутствовал весь Военный Совет 51-й армии во главе с командующим генерал-майором Н. И. Труфановым. На могиле был воздвигнут временный обелиск.
Похоронен в пос. Зимовники.

## Награды
- орден Ленина (посмертно),
- орден Красного Знамени (дважды 1920, 1942),
- медаль XX лет РККА (1938)